# Mieczysław Józef Wilczewski
Mieczysław Józef Wilczewski (ur. 2 lutego 1895, zm. 5 grudnia 1957 w Londynie) – podpułkownik dyplomowany saperów Wojska Polskiego II Rzeczypospolitej i Polskich Sił Zbrojnych.

## Życiorys
Mieczysław Józef Wilczewski był oficerem saperów armii rosyjskiej w I wojnie światowej. Służył w I Korpusie Polskim generała Dowbor-Muśnickiego. W oddziałach wielkopolskich służył podczas wojny polsko-bolszewickiej. 
3 maja 1922 został zweryfikowany w stopniu kapitana ze starszeństwem z dniem 1 czerwca 1919 i 64. lokatą w korpusie oficerów inżynierii i saperów. W latach 1923–1926 pełnił służbę w Departamencie V Inżynierii i Saperów Ministerstwa Spraw Wojskowych w Warszawie, pozostając na ewidencji 7 pułku saperów w Poznaniu. 1 grudnia 1924 został awansowany na stopień majora ze starszeństwem z dniem 15 sierpnia 1924 i 15. lokatą w korpusie oficerów inżynierii i saperów. Z dniem 25 października 1926 został przeniesiony z Departamentu V Inżynierii i Saperów MSWojsk. do kadry oficerów inżynierii i saperów z równoczesnym przeniesieniem służbowym do francuskiej Wyższej Szkoły Wojennej (École supérieure de guerre) w Paryżu na dwuletni kurs normalny. Po powrocie do kraju został przydzielony na trzy miesiące do Oddziału III Sztabu Głównego. Z dniem 15 września 1930 został przeniesiony z 37 pułku piechoty w Kutnie do Doświadczalnej Grupy Pancerno-Motorowej w Warszawie na stanowisko dowódcy. Z dniem 1 września 1931 został przeniesiony do 3 pułku pancernego w Modlinie. W październiku tego roku powierzono mu pełnienie obowiązków zastępcy dowódcy 3 pułku pancernego w Modlinie. 9 grudnia 1932 został wyznaczony na stanowisko szefa sztabu 20 Dywizji Piechoty w Baranowiczach. 27 czerwca 1935 awansował na stopień podpułkownika ze starszeństwem z dniem 1 stycznia 1935 i 5. lokatą w korpusie oficerów inżynierii i saperów. Dowodził 6 batalionem pancernym we Lwowie. 28 listopada 1936 inspektor armii, generał dywizji Tadeusz Piskor wystawił mu następującą opinię: „bardzo szybko wszedł w dowodzenie i opanował baon bardzo dobrze. Zdecydowany, energiczny, czuć w baonie jego rękę. W urządzeniu – dużo starania. Ogólnie potwierdzam opinie 1933, 1934, 1935 – bardzo dobry”. Komendant Szkoły Podchorążych Saperów w Warszawie od 1938. Szef sztabu Grupy Operacyjnej „Piotrków” i dowództwa obrony Modlina w wojnie obronnej 1939. Dostał się do niewoli niemieckiej, a po zakończeniu wojny służył w Dowództwie Saperów 2 Korpusu we Włoszech. 
Po demobilizacji zamieszkał w Wielkiej Brytanii w Londynie. Pochowany na cmentarzu Gunnerbury (Acton Town). Był odznaczony wieloma orderami polskimi i zagranicznymi>.